# Lindhof (Altmärkische Höhe)
Lindhof ist ein Wohnplatz im Ortsteil Drüsedau der Gemeinde Altmärkische Höhe im Landkreis Stendal in Sachsen-Anhalt.

## Geografie
Der Hof liegt etwa einen Kilometer südöstlich von Drüsedau im Waldgebiet Stadtforst Seehausen und im Landschaftsschutzgebiet Ostrand der Arendseer Hochfläche.

## Geschichte
Die erste Erwähnung stammt aus dem Jahre 1541. Das Heiliggeisthospital zu Seehausen hatte Einnahmen (Kornhebungen) vom Mann auf dem Hof zu Lindow. 1687 heißt er Hoff zu Lindow. Im Jahre 1794 wird von einem Ackerhof berichtet. Hier soll der Ritter St. Jürgen den Lindwurm getötet haben. Vormals gehörte der Hof den von Rossow zu Falkenberg, dann der Frau von Kannenberg zu Krumke, die da einen Holzwärter hält. Von der Schulenburg hat beim Lindhof eine Ziegelei angelegt.
Im Jahre 1804 hat der Hof zu Lindau oder Lindhof einen Erbpachtbesitzer, der Boden ist schlecht.
1842 war der Lindhof oder Hof zu Lindau ein Vorwerk mit einer Ziegelei, die der Kirche in Seehausen gehörten.
Später kamen Hof und Ziegelei zum Gutsbezirk Drüsedau. Als am 30. September 1928 der Gutsbezirk Drüsedau mit der Landgemeinde Drüsedau vereinigt wurde, kamen beide zu Drüsedau.

### Vorgeschichte
Das Großsteingrab Lindhof wurde im 19. Jahrhundert zerstört. Nach Angaben von Ernst Haetge aus dem Jahr 1938 lag es auf den großen Wiesen westlich des Hofes, war von Eichen umstandenen und wurde „Die goldene Wiege“ genannt.

### Einwohnerentwicklung
| Jahr | Einwohner |
| ---- | --------- |
| 1734 | 10        |
| 1775 | 08        |
| 1789 | 06        |
| 1798 | 06        |

| Jahr | Einwohner |
| ---- | --------- |
| 1801 | 10        |
| 1818 | 08        |
| 1840 | 05        |
| 1871 | 06        |

| Jahr | Einwohner |
| ---- | --------- |
| 1885 | 8         |
| 1895 | 7         |
| 1905 | 3         |

Quelle:

## Religion
Die evangelischen Christen waren in die Kirchengemeinde Drüsedau eingepfarrt und gehörten damit zur Pfarrei Losse. Heute werden sie vom Pfarrbereich Seehausen des Kirchenkreises Stendal im Propstsprengel Stendal-Magdeburg der Evangelischen Kirche in Mitteldeutschland betreut.